# Pseudocòccids
Els pseudocòccids (Pseudococcidae) són una família d'insectes hemípters del subordre dels esternorrincs, que es troben en climes càlids i humits. Els consideren una plaga de les plantes i s'alimenten de la saba i altres exsudacions de les plantes sota hivernacle, de les plantes d'interior i els arbres subtropicals, també actuen com un vector de diverses malalties de les plantes.
Es troben per tot el món. Hi ha un nombre més gran d'espècies a l'ecozona paleàrtica i menys en l'ecozona neotropical.

## Descripció

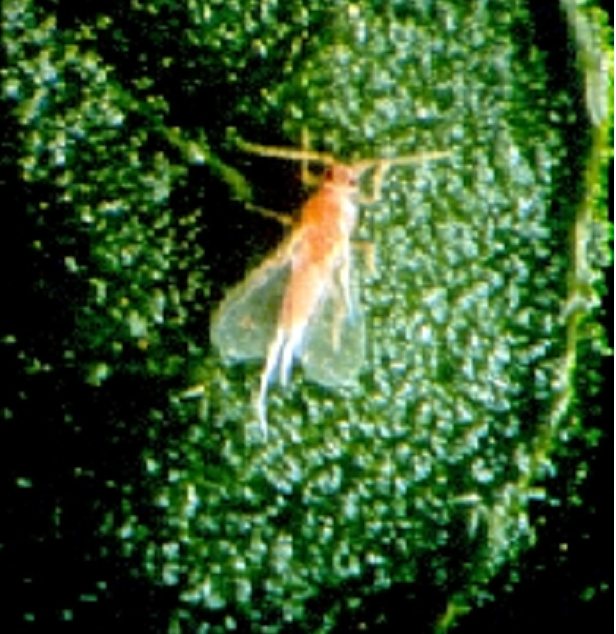
Mascle de Maconellicoccus hirsutus.

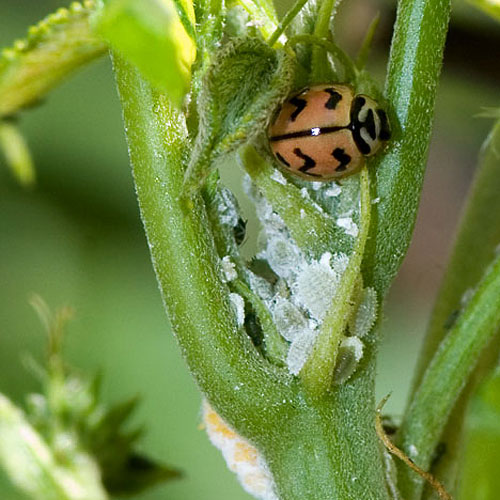
una marieta depredant pseudocòccids.

Els pseudocòccids presenten dimorfisme sexual. Les femelles són nimfals, mostren una morfologia reduïda i no tenen ales, però sovint tenen potes i es poden desplaçar. Els mascles són alats i no canvien la seva morfologia completament al llarg de la seva vida.
Les femelles s'alimenten de la saba, normalment de les arrels. S'uneixen a les plantes i secreten una capa de cera pulverulenta. D'altra banda, els mascles tenen una vida curta i d'adults no s'alimenten i només viuen per fertilitzar les femelles. Els psudocòccids mascles dels cítrics semblen mosquits esponjosos.
Els danys més importants pels pseudocòccids són en els cítrics; altres espècies danyen la canya de sucre, el raïm, la pinya americana (Jahn et al. 2003), el cafè, cactus i les orquídies entre d'altres. Les formigues els protegeixen dels seus depredadors i paràsits.

## Control
Els pseudocòccids es poden controlar mitjançant el fong agent de biocontrol Verticillium lecanii.

## Gèneres
- Acaciacoccus
- Acinicoccus
- Acrochordonus
- Adelosoma
- Agastococcus
- Albertinia
- Allomyrmococcus
- Allotrionymus
- Amonostherium
- Anaparaputo
- Anisococcus
- Annulococcus
- Anthelococcus
- Antonina
- Antoninella
- Antoninoides
- Apodastococcus
- Artemicoccus
- Asaphococcus
- Asphodelococcus
- Asteliacoccus
- Atriplicicoccus
- Atrococcus
- Australicoccus
- Australiputo
- Balanococcus
- Bessenayla
- Bimillenia
- Birendracoccus
- Boninococcus
- Boreococcus
- Bouhelia
- Brasiliputo
- Brevennia
- Brevicoccus
- Callitricoccus
- Calyptococcus
- Cannococcus
- Capitisetella
- Cataenococcus
- Chaetococcus
- Chaetotrionymus
- Chileputo
- Chlorococcus
- Chnaurococcus
- Chorizococcus
- Chryseococcus
- Cintococcus
- Circaputo
- Cirnecoccus
- Clavicoccus
- Coccidohystrix
- Coccura
- Coleococcus
- Colombiacoccus
- Conicosoma
- Conulicoccus
- Coorongia
- Cormiococcus
- Criniticoccus
- Crisicoccus
- Crocydococcus
- Cryptoripersia
- Cucullococcus
- Cyperia
- Cypericoccus
- Cyphonococcus
- Dawa
- Delococcus
- Delottococcus
- Densispina
- Discococcus
- Distichlicoccus
- Diversicrus
- Drymococcus
- Dysmicoccus
- Eastia
- Ehrhornia
- Electromyrmococcus
- Epicoccus
- Erimococcus
- Eriocorys
- Erioides
- Erium
- Eucalyptococcus
- Eumirococcus
- Eumyrmococcus
- Eupeliococcus
- Euripersia
- Eurycoccus
- Exilipedronia
- Farinococcus
- Ferrisia
- Ferrisicoccus
- Fijicoccus
- Fonscolombia
- Formicococcus
- Gallulacoccus
- Geococcus
- Glycycnyza
- Gomezmenoricoccus
- Gouxia
- Greenoripersia
- Grewiacoccus
- Hadrococcus
- Heliococcus
- Heterococcopsis
- Heterococcus
- Heteroheliococcus
- Hippeococcus
- Hopefoldia
- Humococcus
- Hypogeococcus
- Iberococcus
- Idiococcus
- Indococcus
- Inopicoccus
- Ityococcus
- Kenmorea
- Kermicus
- Kiritshenkella
- Lachnodiella
- Lachnodiopsis
- Lacombia
- Laingiococcus
- Laminicoccus
- Lankacoccus
- Lantanacoccus
- Lenania
- Leptococcus
- Leptorhizoecus
- Liucoccus
- Lomatococcus
- Londiania
- Longicoccus
- Maconellicoccus
- Macrocepicoccus
- Maculicoccus
- Madacanthococcus
- Madagasia
- Madangiacoccus
- Madeurycoccus
- Malaicoccus
- Malekoccus
- Mammicoccus
- Marendellea
- Mascarenococcus
- Maskellococcus
- Mauricoccus
- Melanococcus
- Metadenopsis
- Metadenopus
- Miconicoccus
- Mirococcopsis
- Mirococcus
- Miscanthicoccus
- Misericoccus
- Mizococcus
- Mollicoccus
- Mombasinia
- Moystonia
- Mutabilicoccus
- Nairobia
- Natalensia
- Neochavesia
- Neoclavicoccus
- Neoripersia
- Neosimmondsia
- Neotrionymus
- Nesococcus
- Nesopedronia
- Nesticoccus
- Nipaecoccus
- Novonilacoccus
- Octococcus
- Odacoccus
- Ohiacoccus
- Oracella
- Orococcus
- Orstomicoccus
- Oxyacanthus
- Palaucoccus
- Palmicultor
- Paludicoccus
- Pandanicola
- Papuacoccus
- Paracoccus
- Paradiscococcus
- Paradoxococcus
- Paraferrisia
- Paramococcus
- Paramonostherium
- Paramyrmococcus
- Parapaludicoccus
- Parapedronia
- Paraputo
- Pararhodania
- Paratrionymus
- Parkermicus
- Paulianodes
- Pedrococcus
- Pedronia
- Peliococcopsis
- Peliococcus
- Pellizzaricoccus
- Penthococcus
- Peridiococcus
- Phenacoccus
- Phyllococcus
- Pilococcus
- Planococcoides
- Planococcus
- Pleistocerarius
- Plotococcus
- Poecilococcus
- Polystomophora
- Porisaccus
- Porococcus
- Prorhizoecus
- Prorsococcus
- Pseudantonina
- Pseudococcus
- Pseudorhizoecus
- Pseudorhodania
- Pseudoripersia
- Pseudotrionymus
- Puto
- Pygmaeococcus
- Quadrigallicoccus
- Rastrococcus
- Renicaula
- Rhizoecus
- Rhodania
- Ripersia
- Ritsemia
- Rosebankia
- Saccharicoccus
- Sarococcus
- Scaptococcus
- Seabrina
- Serrolecanium
- Seyneria
- Spartinacoccus
- Sphaerococcus
- Spilococcus
- Spinococcus
- Stachycoccus
- Stemmatomerinx
- Stipacoccus
- Strandanna
- Stricklandina
- Strombococcus
- Synacanthococcus
- Syrmococcus
- Tangicoccus
- Tasmanicoccus
- Telocorys
- Tibetococcus
- Tomentocera
- Trabutina
- Tridiscus
- Trimerococcus
- Trionymus
- Trochiscococcus
- Turbinococcus
- Tylococcus
- Tympanococcus
- Ventrispina
- Villosicoccus
- Volvicoccus
- Vryburgia
- Xenococcus
- Yudnapinna[2]